# Ruines romaines de Nérac
Les ruines romaines de Nérac sont les ruines d'une ancienne villa romaine située dans le parc de la Garenne, dans la ville de Nérac (Lot-et-Garonne).

## Histoire
Des fouilles sont menées dans le parc de la Garenne, l'ancien parc du château, par M. Lespiault, où des ruines d'une villa gallo-romaine ont été découvertes. Il s'adjoint  Maximilien Théodore Chrétin pour les surveiller en 1833.
Les vestiges de la villa avec ses mosaïques remontent au IVe siècle. Le bâtiment des thermes a été reconstruit le long de la Baïse à la fin du IVe siècle.
En 1833, Théodore Chrétin vend à la Société archéologique de Toulouse plusieurs inscriptions et bas-reliefs qu'il prétendait avoir découvert en 1833 dans la villa romaine de La Garenne, à Nérac (aujourd'hui dans les réserves du Musée Saint-Raymond de Toulouse). Après avoir été félicité par des archéologues et des personnalités (Alexandre Du Mège, Prosper Mérimée et Ludovic Vitet, François Jouannet, Joseph Léonard le marquis de Castellane et président de la Société archéologique du Midi de la France) en particulier pour un bas-relief représentant les deux Tétricus, on s'aperçut que c'étaient des faux, ce qu'il a admis en 1835. Après un procès, les fouilles sont abandonnées et les vestiges recouverts.
Des travaux faits sur la route de Nazareth ont permis de découvrir de nouveaux vestiges de villa romaine. Les fouilles ayant repris, elles permettent de dégager de nouveaux fragments de mosaïques en 1966 et 1970 sur une longueur de 45 mètres. Ces mosaïques ont été déposées à la mairie en 1986 et 1988. Leur démontage a permis de montrer une occupation du site le long de la Baïse du Ier siècle jusqu'au VIe siècle,.
Les ruines romaines ont été classées par liste au titre des monuments historiques en 1840,.